# جیلی سی‌کا
جیلی سی‌کا (Geely CK) خودرویی است که در سال‌های ۲۰۰۵–تولید شده‌است.
این خودرو در کلاس خودرو کامپکت کوچک قرار گرفته، طول آن در حالت طبیعی ۴٬۱۵۲ میلیمتر (۱۶۳٫۵ اینچ)، عرض آن در حالت طبیعی ۱٬۶۸۰ میلیمتر (۶۶٫۱ اینچ)، ارتفاع آن در حالت طبیعی ۱٬۴۴۰ میلیمتر (۵۶٫۷ اینچ) و وزن آن در حالت طبیعی ۱٬۰۴۲ کیلوگرم (۲٬۲۹۷ پوند) است.